# Schmölln-Putzkau
Schmölln-Putzkau là một đô thị ở huyện Bautzen, bang Sachsen, Đức. Đô thị Bretnig-Hauswalde có diện tích 32,94 km², dân số thời điểm ngày 31 tháng 12 năm 2006 là 3393 người.